# Chiesa di Santa Maria Madre della Chiesa a Torregalli
La chiesa di Santa Maria Madre della Chiesa a Torregalli è un luogo di culto cattolico che si trova in via di Scandicci a Firenze.

## Storia e descrizione
Negli anni sessanta e settanta dello scorso secolo, in seguito all'espansione demografica di Scandicci, la chiesa di San Giusto a Signano divenne piccola per assolvere alle funzioni religiose dei quartieri scandiccesi di Signano e Le Bagnese. Pertanto si rese necessaria la costruzione di una nuova chiesa, che sorse accanto al Nuovo Ospedale di San Giovanni di Dio, nel territorio comunale di Firenze, su un terreno offerto dal barone Ritter de Zanohi, proprietario del vicino Castello di Torregalli. Il progetto dell'edificio si deve a don Marcello Peruzzi e a Giuliano Piccini. La prima pietra fu posta il 21 aprile 1974 e nel 1978 si ebbe l'apertura al culto.
L'edificio è raggiungibile dalla pubblica via di Scandicci, tramite una scalinata che conduce ad una piazza sopraelevata, dalla quale inizia una seconda scalinata che conduce all'ingresso dell'edificio, al cui interno è formato da un'unica navata. Le opere d'arte presenti sono: un dipinto sulla vita di San Giovanni Bosco, lungo tutta la parete dell'altare maggiore; una statua in marmo della Madonna; le stazioni della via Crucis in terracotta e realizzate da Aldo Ciolli. Sotto le scalinate, la piazza e la chiesa, sono collocati gli uffici parrocchiali, un teatro e un oratorio salesiano.